# Алексин, Андрей Владимирович
Андре́й Влади́мирович Але́ксин (фамилия при рождении — Они́щенко) (род. 6 июля 1968, город Алексин) — российский музыкант, лидер группы «Алексин». Победитель телевизионного фестиваля Песня года (2008, 2009), музыкальной премии Золотой граммофон (2002, 2009) и национальной телевизионной премии в области популярной музыки Премия Муз-ТВ (2010) в качестве автора слов и музыки к песням, член Общественно-Экспертного Совета Российского профсоюза студентов.
Закончил тульское музыкальное училище, позднее тульское училище культуры по специальности «руководитель оркестра народных инструментов». После окончания училища культуры и до призыва в ряды Советской Армии Андрей Алексин работал преподавателем музыки в детском саду, после срочной службы 5 лет работал учителем музыки в общеобразовательной школе г. Алексин, одновременно играя на дискотеках и ресторанах в основанной им группе «Белая гвардия» (не путать с группой Зои Ященко).

## Творчество
1 августа 2001 года образована группа «Алексин». В том же году компания «АРС» выпустила дебютный альбом Алексина «Шалава», а в 2002 году ремикс его песни «Страшная» стал лауреатом премии «Золотой граммофон — 2002». Алексин вместе с группой «Банда Андрюха» участвовал в финальном концерте в Кремле. В мае 2003 года выходит второй альбом «За стеклом». Критикой альбом был принят противоречиво, если в рецензии в «Музыкальной газете» о нём написали как «очередной порции эпатажа, китчевой издевки над попсой в её клиническом состоянии, доведение до абсурда и полной деградации и сегрегации попсово-песенного „искусства“», впрочем, отметив, что кто-то может принять песни «за чистую монету», то Мажаев в рецензии в Play охарактеризовал Алексина, как продолжателя традиций группы Сектор Газа, воспринимать творчество которого в пародийном ключе мешает «убийственная серьёзность» и «гнусаво-хрипатый надрыв» певца.
26 июля 2004 года продюсерский центр «Новое время» совместно с компанией «Монолит» издают третий альбом Андрея Алексина «Мозоли».
С 2008 года Андрей Алексин — музыкальный продюсер певицы «Ангел-А». Автор многих её песен, одна из которых «Простая Девчонка» в том же году стал лауреатом фестиваля Песня года — 2008, а песня «Просто подари» в исполнении Ф.Киркорова стала лауреатом «Песня года — 2009», «Премия Муз-ТВ — 2010» и «Золотой Граммофон — 2010» в номинации — «Лучший саундтрек». В 2010 году выпущен новый сольный альбом под названием «Живой». Песни Андрея Алексина исполняют многие артисты отечественной эстрады: «Просто подари», «Лейла» — Филипп Киркоров, «Пусть миром правит любовь» — Александр Ягья, автор музыки к песням «Не мой фасон» в исполнении Ирины Аллегровой, «Развод» — Маша Распутина, «Алкоголичка» — Артур Пирожков и др. В 2009 году солист группы Brazzaville Дэвид Браун исполнил кавер-версию песни «Шалавы» и сделал её заглавной в своем сольном альбоме «Teenage Summer Days».
20 июня 2013 года, Андрей Алексин вместе с артистами российской эстрады участвовал в благотворительном концерте для жителей г. Ефремов, пострадавших 22 мая от смерча. По сообщениям СМИ, на концерте удалось собрать около одного миллиона рублей.
24 октября 2013 года Андрей Алексин участвовал в передаче «К нам приехал..» на телеканале «Ля-Минор» где исполнил около десятка песен из лирического цикла, ответил на вопросы телезрителей. Как отметил ведущий телепередачи и сам музыкант, в его творчестве в основном преобладают два направления написания песен — лирическое и «хулиганское», к написанию которых он пришел, в первую очередь под влиянием творчества Владимира Высоцкого.
16 ноября 2013 года в московском ночном клубе Arena Moscow состоялся юбилейный концерт Андрея Алексина. Музыкант отметил 45-летие большим музыкальным вечером. За выступлением Алексина и пришедших его поздравить музыкантов наблюдали несколько тысяч меломанов.
В Октябре 2021 года, в двадцатилетний юбилей песни "Малолетние шалавы", выпущена свежая версия песни "Малолетние шалавы", исполненная популярным молодым исполнителем Тимуром Вагаповым, известным ранее по песням : "Ты моя мулатка я твой малай", "Молчи и ничего не говори", спетая вместе с солистом группы Фактор-2 Ильей Подстреловым.

## Награды и достижения
- «Лучший учитель» Тульской области, 1990 год (со слов самого Алексина)[5][6].
- Золотой граммофон — 2002 год. Песня «Страшная»[19][20]
- Песня Года — 2008 год. Песня «Простая девчонка»[21][22]
- Песня Года — 2009 год. Песня «Просто подари»[23][24]
- Золотой граммофон — 2009 год. Песня «Просто подари»[25][26]
- Премия Муз-ТВ 2010 — 2010 год. Лучший саундтрек — «Просто подари» (в фильме Любовь в большом городе)
- Медаль фонда Миротворец. 2013 год[27]

## Песни, авторы слов и исполнители
- «Простая девчонка» (исп. Ангел-А (Анна Воронина), сл., муз. А. Алексин)[28]
- «Пусть миром правит любовь» (исп. Роман Трахтенберг и Александр Ягья, сл., муз. А. Алексин)[29]
- «Просто подари» (исп. Филипп Киркоров, сл., муз. А. Алексин)[30]
- «Лейла» (исп. Филипп Киркоров, сл., муз. А. Алексин)[31]
- «Развод» (исп. Маша Распутина, муз. А. Алексин)[32]
- «Не мой фасон» (исп. Ирина Аллегрова, муз. А. Алексин)[33]
- «Алкоголичка»  (исп. Артур Пирожков, сл., муз. А. Алексин)

### Лирические песни — видео
- Саша моя.[34]
- Пусть миром правит любовь.[35]
- Грешная любовь.[36]
- Просто подари.[37]
- Крик журавлей.[38]
- Под дождём.[39]
- Девочка.[40]
- Трамвай.[41]
- Лиза.[42]
- Осень.[43]
- Кошка.[44]
- Ты станешь ветром.[45]
- За холодным стеклом.[46]

### „Хулиганские“ песни — видео
- Хищница.[47]
- Пароход исп. А. Алексин, сл., муз. А. Алексин, А. Копылов).[48]
- Пьяная.[49]
- А Миша.[50]
- Вот, так.[51]
- Школьный бал.[52]
- Карамелька.[53]
- Дискотеки.[54]
- Геронтофильная.[55]
- Зоофильная.[56]
- Некрофильная.[57]
- Лифчик (с Оксаной Почепой).[58]
- Папочка, папа! (с гр. «Колючки»).[59]
- Константин Эрнст.[60]
- Конец света (с Александром Ягьей).[61]

«Просто подари»:
Изначально песня называлась «Настя подари» и был написана Алексиным для Александра Айвазова. При сотрудничестве продюсера Виктора Батурина песня попала к Филиппу Киркорову. Как сообщали некоторые СМИ, композицию планировал включить в свой репертуар и Виктор Салтыков, но по разным причинам это не произошло. Филипп Киркоров использовал композицию в фильме «Любовь в большом городе», вышедшем на экраны весной 2009 года. В исполнении Киркорова композиция стала лауреатом «Песни года—2009», получила «Золотой граммофон» и премию Муз-ТВ 2010 за лучший саундтрек.
- «20 октября» («Двадцатое число»):

Песня написана в память о болельщиках, погибших в массовой давке на стадионе «Лужники» в конце первого матча 1/16 финала розыгрыша Кубка УЕФА между футбольными клубами «Спартак» Москва и «Хаарлем» (Нидерланды) 20 октября 1982 года.
- «Пусть миром правит любовь»:

Песня была написана Алексиным для Романа Трахтенберга, который часто её исполнял на концертах, в спектаклях и капустниках, в том числе она звучала в эфире радиостанции «Маяк» в исполнении Трахтенберга и диджеев радиостанции. Песня звучала на открытии памятника Роману Трахтенбергу 28 сентября 2011 года. Исполняли песню группа «Непоседы», Сергей Зверев, Александр Ягья. Совместно с Андреем Алексиным песню «Пусть миром правит любовь» исполнила команда «Уральские пельмени» в шоу-программе «День смешного Валентина».

## Дискография
- 2001 — Шалава

| №   | Название             | Длительность |
| --- | -------------------- | ------------ |
| 1.  | «Шалавы»             |              |
| 2.  | «Дискотеки»          |              |
| 3.  | «Крик журавлей»      |              |
| 4.  | «Александра»         |              |
| 5.  | «Одеяло»             |              |
| 6.  | «Карамелька»         |              |
| 7.  | «Страшная»           |              |
| 8.  | «Хищница»            |              |
| 9.  | «Балы»               |              |
| 10. | «Вот, так»           |              |
| 11. | «Лиза»               |              |
| 12. | «Прости меня любовь» |              |

- 2003 — За стеклом

| №   | Название              | Длительность |
| --- | --------------------- | ------------ |
| 1.  | «Вверх! Вниз!»        |              |
| 2.  | «Карамелька (remix)»  |              |
| 3.  | «Пьяная (remix)»      |              |
| 4.  | «Не драчуны»          |              |
| 5.  | «Проститутка»         |              |
| 6.  | «Пьяная»              |              |
| 7.  | «Дружба»              |              |
| 8.  | «Пальчики»            |              |
| 9.  | «Поедем со мной»      |              |
| 10. | «Страшная (remix)»    |              |
| 11. | «Александра (remix)»  |              |
| 12. | «Трамвай»             |              |
| 13. | «Кошка»               |              |
| 14. | «За холодным стеклом» |              |

- 2004 — Мозоли

| №   | Название        | Длительность |
| --- | --------------- | ------------ |
| 1.  | «На льдине»     |              |
| 2.  | «Невменяемая»   |              |
| 3.  | «Папочка, папа» |              |
| 4.  | «Мы вернёмся»   |              |
| 5.  | «Парень»        |              |
| 6.  | «Мозоли»        |              |
| 7.  | «Под дождём»    |              |
| 8.  | «Ла-ла-ла»      |              |
| 9.  | «Птицы»         |              |
| 10. | «Тварь»         |              |
| 11. | «Осень»         |              |
| 12. | «Красивая»      |              |

- 2010 — Привет девчонки

| №   | Название                                      | Длительность |
| --- | --------------------------------------------- | ------------ |
| 1.  | «Привет, девчонки!»                           |              |
| 2.  | «Студенты»                                    |              |
| 3.  | «Лифчики (feat. Оксана Почепа)»               |              |
| 4.  | «Педики на велосипедике»                      |              |
| 5.  | «Шабудуба»                                    |              |
| 6.  | «Ева Нутова»                                  |              |
| 7.  | «Живой»                                       |              |
| 8.  | «Русская свадьба»                             |              |
| 9.  | «Пароход»                                     |              |
| 10. | «Лейла (feat. Стоматолог и Фисун)»            |              |
| 11. | «Стриптизерки (feat. Воровайки)»              |              |
| 12. | «А-Миша»                                      |              |
| 13. | «С новым годом»                               |              |
| 14. | «Гном (feat. Стоматолог и Фисун)»             |              |
| 15. | «В облака (feat. Стоматолог и Фисун)»         |              |
| 16. | «Болеем за наших»                             |              |
| 17. | «20 октября»                                  |              |
| 18. | «Забыть не сможешь (feat. Валерия Лесовская)» |              |
| 19. | «Ты станешь ветром»                           |              |
| 20. | «Не сберегли (feat. Ангел-А)»                 |              |
| 21. | «Девочка»                                     |              |
| 22. | «Пусть миром правит любовь»                   |              |

- 2010 — Живой

| №   | Название                 | Длительность |
| --- | ------------------------ | ------------ |
| 1.  | «Параход»                |              |
| 2.  | «Ева Нутова»             |              |
| 3.  | «Педики на велосипедике» |              |
| 4.  | «Девочка»                |              |
| 5.  | «Привет, девчонки!»      |              |
| 6.  | «Болеем за наших»        |              |
| 7.  | «Живой»                  |              |
| 8.  | «Русская свадьба»        |              |
| 9.  | «Лифчики»                |              |
| 10. | «Шабудуба»               |              |
| 11. | «Студенты»               |              |
| 12. | «Ты станешь ветром»      |              |

### Песни, не вошедшие в музыкальные альбомы
| №   | Название                 | Длительность |
| --- | ------------------------ | ------------ |
| 1.  | «Просто подари»          |              |
| 2.  | «Вот, так»               |              |
| 3.  | «Геронтофильная»         |              |
| 4.  | «Некрофильная»           |              |
| 5.  | «Зоофильная»             |              |
| 6.  | «Новый кот»              |              |
| 7.  | «Конец света»            |              |
| 8.  | «Одеяло»                 |              |
| 9.  | «Простая девчонка»       |              |
| 10. | «Истеричка feat Ma55imo» |              |

## Видеография, концертные записи
- 2000 год «Страшная».[71]
- 2002 год «Страшная».[72]
- 2005 год «Красивая».[73]
- 2009 год «Просто подари».[74]
- 2010 год «Осень».[75]
- 2011 год «За холодным стеклом».[76]
- 2011 год «Под дождём» (в Кирове).[77]
- 2011 год «Александра» (в Кирове).[78]
- 2011 год «Лиза» (в Кирове).[79]
- 2011 год «Девочка» (в Кирове).[80]
- 2012 год «Депутат» (яхт-клуб «Адмирал»).[81]
- 2012 год «Ева Нутова» (яхт-клуб «Адмирал»).[82]
- 2012 год «На велосипедике» (яхт-клуб «Адмирал»).[83]
- 2013 год «Концерт в Arena Moscow».[84]
- 2013 год «Пусть миром правит любовь» (Вечер памяти И. Талькова).[85]

## Телевизионные записи
- 2011 год «Добрый день диаспора (Эфир телеканала TV ARM RU)».[86]
- 2012 год Концерт «Снегодяи», номер — «Андрей Алексин-встреча одноклассников» (с «Уральскими пельменями»)[87]
- 2012 год Концерт «День смешного Валентина» — финальная песня (с «Уральскими пельменями»)«.[88]
- 2013 год «К нам приехал… Выпуск № 1102. Андрей Алексин» (Эфир телеканала Ля-минор".[2]

## Семья
- Супруга — Ольга Онищенко (р. 1985), в браке с 2004 года[6].

Дети:
- Сын — Макс Онищенко[6].